# Castellum Regis
Le Castellum Regis (en français : Château du Roi) est un ancien château fort croisé situé en Galilée du nord, dans la municipalité de Mhalia. Cette localité se trouve à vingt-deux kilomètres au nord-est de Saint-Jean-d'Acre et à deux kilomètres au sud-est du château de Montfort.

## Historique
La première mention écrite de ce château date de 1160, lorsque le roi Baudouin III de Jérusalem le donne en fief à Jean d'Haïfa, puis il passe à l'oncle du roi Baudoin IV, Josselin III d'Édesse, en 1180. On appelle alors le château : « nouveau château des monts d'Acre ». Saladin s'en empare quelque temps à partir de 1187, puis il retourne aux héritiers de Josselin. Son gendre Othon de Botenlauben le vend en 1220 aux chevaliers teutoniques, mais Jacques de Mandalé, fils d'Agnès, elle-même fille cadette de Josselin III, conteste cette vente qui est finalement confirmée en 1228. Cependant à cette époque, l'importance du château décline au profit du château de Montfort.
Les Mamelouks assiègent le château en 1266 et finalement le prennent par la force en 1271. Il tombe en ruine peu à peu.

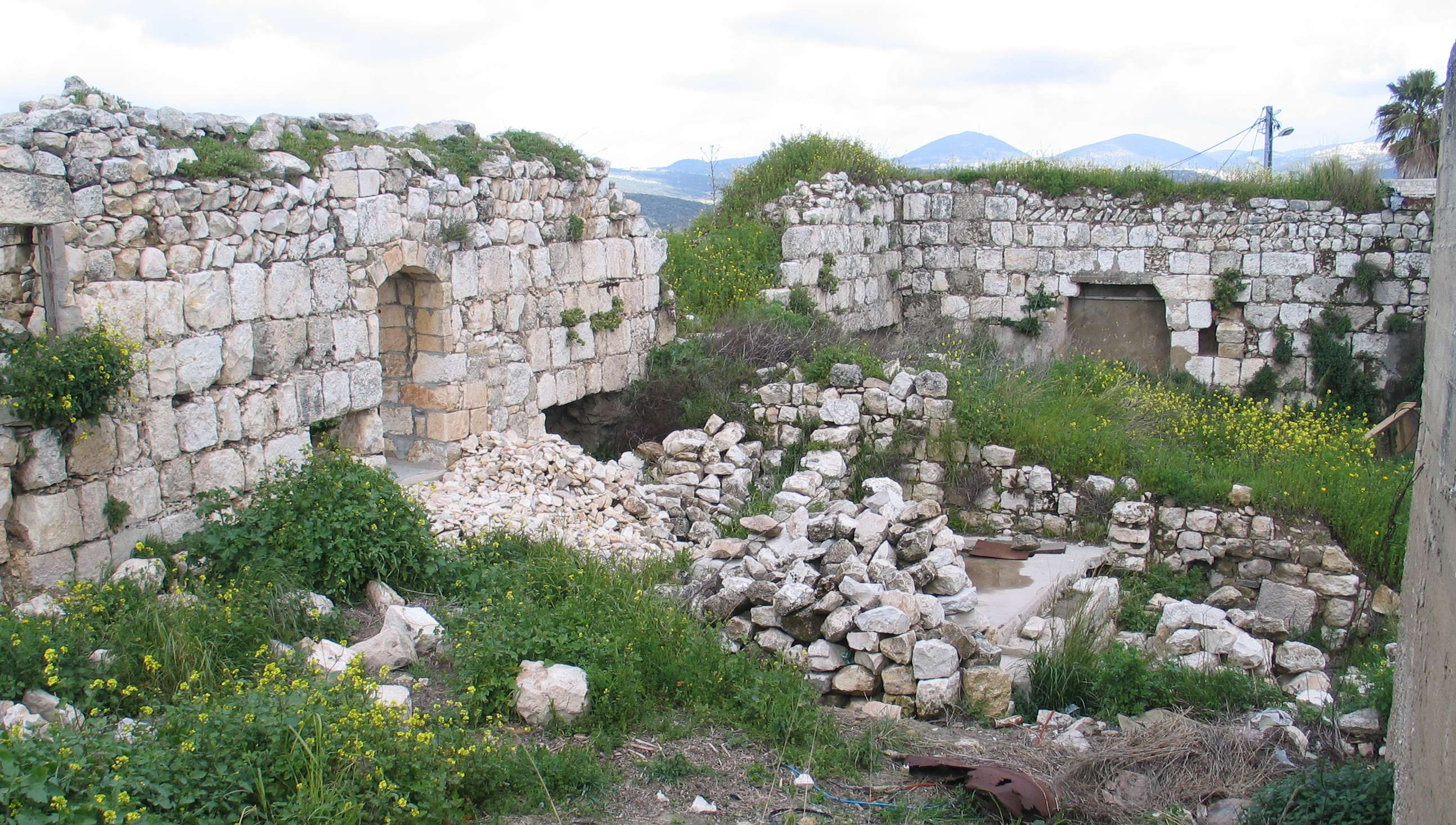
Ruines du Castellum Regis
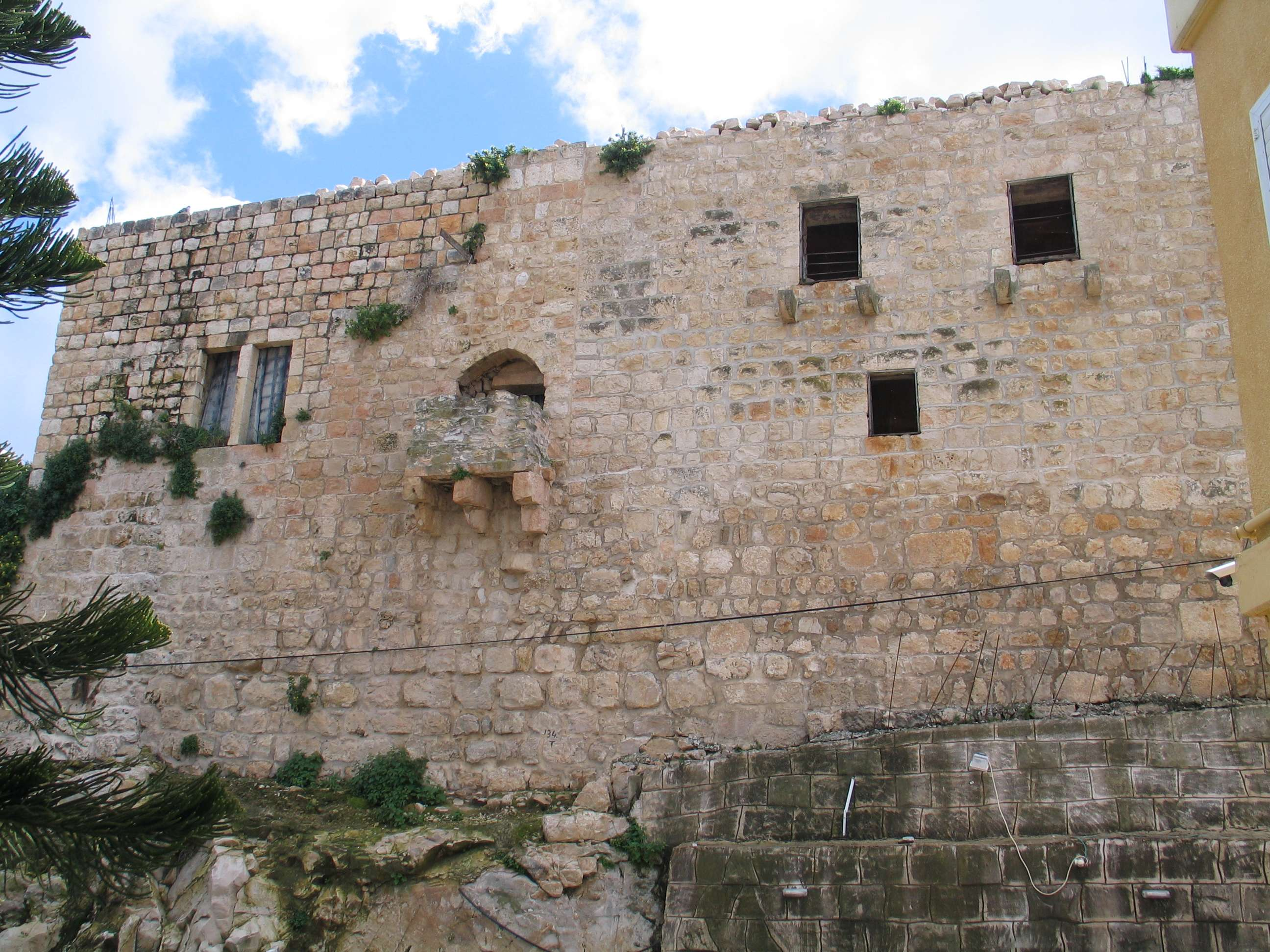
Vue du château

## Description
Le Castellum Regis se trouve au sommet d'une colline. Il possède des fondations rectangulaires avec une tour carrée à chaque angle et il est entouré de remparts de trois mètres d'épaisseur. Des vestiges d'un avant-fort, taillé en partie dans la roche, sont visibles. Il y avait une chapelle et des corps de logis.